# Ceylalictus obscurus
Ceylalictus obscurus är en biart som först beskrevs av Heinrich Friese 1914.  Ceylalictus obscurus ingår i släktet Ceylalictus och familjen vägbin. Inga underarter finns listade i Catalogue of Life.